# クレオパトラ (1970年の映画)
『クレオパトラ』は、虫プロダクションが制作した日本のSFアニメ映画で、1970年に公開された。虫プロダクションと日本ヘラルド映画が提携した大人向けのアニメシリーズ「アニメラマ」第2作である。原案・構成・監督は手塚治虫が務めた。

## 概要
人類が宇宙進出を果たした21世紀を舞台に、地球に対して「クレオパトラ計画」を企むパサトリネ星の計画の真相を調べるため、3人の地球人の精神だけをクレオパトラが生きていた紀元前50年のエジプトにタイムスリップさせる、というSF映画である。この作品でのクレオパトラは醜い容貌であったのが整形手術をして美女に生まれ変わったという設定である。また、『サザエさん』『カムイ外伝』『ハレンチ学園』といった当時の漫画キャラクターが友情出演しているほか、当時の流行やパロディが取り入れられている。
本作ではオクタビアンは男色家として設定されており、そのためにシーザーやアントニウスと違ってクレオパトラの美貌の虜にならなかったという設定になっている。クレオパトラにはなびかないオクタビアンは、筋骨たくましい奴隷に言い寄るが、このシーンを描くためにアニメーターはゲイバーに通い、自分に言い寄らせて、それを描画した。手塚治虫はエッセイの中で「本作全篇の圧巻の一つ」としている。

## あらすじ
21世紀のとある施設の所長は、地球の宇宙進出を阻むパサトリネ星に「クレオパトラ計画」という計画があることを知りマリアたち3人の部下にこの命名の謎を調査させる。マリアたちの精神は、クレオパトラが生きていた時代、エジプトがシーザーにより侵略された頃にタイムスリップする。
シーザーに不満を持つ女・アポロドリアは、クレオパトラに暗殺の方法と男を虜にさせる名器に仕立て上げて彼のもとに送り込む。しかしクレオパトラはシーザーと体を重ねるが暗殺は失敗に終わり、彼に見初められてエジプトの女王となる。クレオパトラはシーザーに好意を寄せ始めるがそれもつかの間、後日彼の故郷ローマ凱旋に付き添い彼の素顔を知って幻滅。クレオパトラはシーザー反体制派に彼を暗殺させた後、エジプトに戻り女王として暮らし続けることに。
1年後、ローマからアントニウスがクレオパトラを懐柔しにエジプトに来たため、彼女はアポロドリアから彼の暗殺を命じられる。しかしクレオパトラと男女の関係になったアントニウスは、彼女の魅力に溺れ愛するようになり、彼の愛に彼女の心も揺れ始める。アントニウスが腑抜けになったことがローマに伝わり、今度はオクタビアンが軍を率いてやって来て、2つの軍で戦を始めてしまう。オクタビアンとの戦に敗れたアントニウスは、瀕死の状態でクレオパトラのもとへ戻り、最後の口づけを交わして息を引き取る。クレオパトラはアポロドリアからまたしてもオクタビアンの暗殺を指示されるが、男をたぶらかして暗殺を繰り返す生活に心が疲れ王室から失踪する。
その後、マリアたち3人の精神は、元いた21世紀の自身たちの体に戻り所長に結果を報告するのだった。

## キャスト
クレオパトラ
演 - 中山千夏
絶世の美女。プトレマイオスの姉。シーザーに降伏した弟を憎み、シーザー暗殺のため手術で全身整形して別人のようになる。男を狂わせる美貌と名器、それに暗殺の技術を身に付けシーザーに近づく。アポロドリア、シーザー、アントニウスたちに人生を翻弄される。
シーザー
演 - ハナ肇
ローマ軍の英雄だが侵略したエジプトの一部の民衆からは命を狙われる存在。“(自身に)従う者には寛容、歯向かう者には死を与える”の言葉。普段は勇猛果敢で傍若無人に振る舞い女好きだが、実際には礼儀正しい性格でロマンチスト。アポロドリアからは「女ったらしの侵略者」などと言われている。作中では何かの持病の発作を何度か起こしている。
アントニウス
演 - なべおさみ
ローマ在住。シーザーの側近。20万人の将兵を率いる将軍。凱旋帰国したシーザーにローマの王位に就くことを進言する。1年後、エジプトを治めるクレオパトラに会いに訪れる。軍人としての能力や知識は長けているが、その他の教養はないとのこと。作中ではアポロドリアに「田舎じみた軍人」と評されており、訛りがかった言葉を話している。
リビア（マリア）
演 - 吉村実子
アレキサンドリアの町娘。シーザーの命を狙うゲリラ組織に所属。ローマ人に侵略されたアレキサンドリアをエジプト人の手に戻すことを願う。程なくして出会ったイオニウスとはお互いに一目惚れのような形で好意を寄せる。
ルパー（ハルミッチャー）
演 - 柳家つばめ
クレオパトラに飼われているヒョウ。言葉は話せないが、女好きでクレオパトラや若い女を前にするとデレデレの状態になる。いつも地面に届くぐらいの長さい舌を垂らしている。
イオニウス（ジロー）
演 - 塚本信夫
シーザーの奴隷。乗っていた船が航行不能になり泳いでアレキサンドリアの浜辺にたどり着いた所をリビアに助けられてその後親しくなる。筋肉隆々の肉体の持ち主で、とっさの判断にも優れており戦闘能力も高い。
カルパーニア
演 - 今井和子
ローマ在住。シーザーの妻。エジプトからシーザーと共にやって来たクレオパトラを妻とは認めず敵意を持つ。自身によると「シーザーのことを一番知っているのは自分だ」と自負し、クレオパトラに余裕の態度で接する。
カバゴニス
演 - 阿部進
アントニウスの目付け役。アントニウスからは「カバ」呼ばわりされている。軍事以外では頼りないアントニウスに様々な場面で助言を与える役目を担う。
オクタビアン
演 - 野沢那智
ローマ在住。シーザーの親族らしき若者で、彼のことを「叔父上」と呼んでいる。シーザーの妻となったクレオパトラを不審に思っている。後に軍勢を率いてアレキサンドリアに向かう。男色家。
アポロドリア
演 - 初井言栄
アレキサンドリアのゲリラをまとめる熟年女性。ローマ人の侵略者を暗殺してエジプトを解放させることに執念を燃やす。クレオパトラに男を惑わす女の魅力と人を殺める方法を手ほどきし、シーザー暗殺の任務を任せる。レズビアンかは不明だが、作中では何度かクレオパトラにキスをする描写がある。
タラバッハ所長
演 - 加藤芳郎
21世紀のとある研究所の所長。パサトリネ星のゲリラの合言葉「クレオパトラ計画」の真相を追い、部下のマリア、ジロー、ハルミッチャーの精神を転送装置でタイムスリップさせて調査する。

## スタッフ
- 原案・構成 - 手塚治虫
- 製作 - 米山安彦
- 監督 - 手塚治虫、山本暎一
- 脚本 - 里吉しげみ
- 考証 - カセムアリ
- キャラクターデザイン - 小島功
- 美術 - 伊藤主計
- 色彩設定 - 山本義也
- 作画 - 中村和子、波多正美、杉井ギサブロー
- 撮影 - 三沢勝治
- 実写撮影 - 本田毅
- 実写合成 - 堀口忠彦
- 実写演出 - 佐藤肇
- 編集 - 古川雅士
- 音楽 - 富田勲
- 音響 - 田代敦巳、明田川進、下野留之
- 効果 - 柏原満
- 制作 - 虫プロダクション

## 主題歌
「クレオパトラの涙」
作詞：中山千夏／作曲・編曲：富田勲／歌：由紀さおり（東芝音楽工業/エキスプレス）
「ゲリラの歌」
作詞：能加平／作曲・編曲：小室等／歌：六文銭（東芝音楽工業/エキスプレス）

## ネット配信
- YouTubeの「手塚プロダクション公式チャンネル」で、登録者30万人突破を記念して、2024年5月4日20:00から同年6月3日14:00まで無料配信が行われている。